# Aquadiscula appendiculata
Aquadiscula appendiculata är en svampart som beskrevs av Shearer & J.L. Crane 1985. Aquadiscula appendiculata ingår i släktet Aquadiscula och familjen Helotiaceae.   Inga underarter finns listade i Catalogue of Life.